# Куршалу
Куршалу (перс. قورشالو) — село в Ірані, входить до складу дехестану Північний Барандузчай у Центральному бахші шахрестану Урмія провінції Західний Азербайджан.